# James Matheson

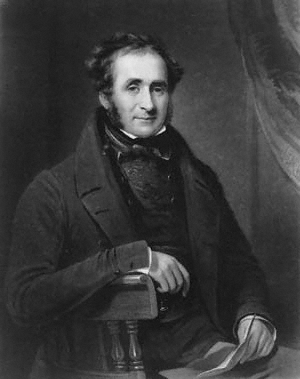
Porträt von James Matheson (veröffentlicht 1837)

Sir James Nicolas Sutherland Matheson, 1st Baronet (* 17. November 1796 in Shiness, Lairg, Schottland; † 31. Dezember 1878 in Menton, Frankreich) war ein britischer Unternehmer und Politiker.
Zusammen mit William Jardine zählte er zu den einflussreichsten Akteuren im Opiumhandel in Kanton (heute Guangzhou) während der Zeit des Ersten Opiumkriegs. Die von ihm und Jardine geführte Firma entwickelte sich zu dem heutigen Mischkonzern Jardine Matheson Holdings.

## Herkunft und Werdegang
Matheson stammte aus finanziell gut gestellten Verhältnissen. Er studierte an der Universität Edinburgh. Aufgrund des Einflusses seiner Familie konnte er mit neunzehn Jahren eine Stelle bei der Ostindienkompanie antreten.

## Opiumhandel in Kanton
Er verließ schließlich die Kompanie und arbeitete für unabhängige Kaufleute. Jardine und Matheson übernahmen 1828 die Handelsfirma Magniac & Co. Aus dieser Firma ging durch Umbenennung 1832 die Jardine, Matheson & Co hervor. Matheson konnte durch einen dänischen Konsultitel das Monopol der Ostindienkompanie umgehen. Die beiden Geschäftsleute machten mit Opiumhandel große Gewinne. Ihr Geschäftsmodell war die Übernahme von Opium von britischen und indischen Opiumhändlern und der Verkauf an chinesische Schmuggler, die das Opium vor der Küste übernahmen und in China in den Verkehr brachten.
Matheson sprach sich für eine Öffnung des chinesischen Marktes durch eine militärische Machtprobe mit der Qing-Dynastie aus. Er unterstützte die Bemühungen von Lord Napier und entwickelte nach dessen Tod zum Patron von dessen Hinterbliebenen. 1835–1836 unternahm er eine Reise nach England aus medizinischen Gründen, bei der er sich auch erfolglos dem Lobbyismus für eine Strafexpedition gegen China nach dem Scheitern Napiers widmete.
Matheson war ebenso der Herausgeber der ersten europäischsprachigen Zeitung in Kanton, dem Canton Register, die er 1825 durch die Zurverfügungstellung einer Druckerpresse gründete.

## Rückkehr nach Schottland
Nach dem Tod von Jardine ein Jahr nach dem Ende des Ersten Opiumkriegs, bei dem beide ihre Ziele durchsetzen konnten, übernahm Matheson die Führung der Firma und den Sitz Jardines im Unterhaus. Er kehrte 1844 nach Schottland zurück, wo er die Isle of Lewis als Wohnsitz erwarb. Neben seiner weiteren Tätigkeit im Parlament widmete er sich karitativen Projekten. Auch unternehmerisch blieb James Matheson aktiv. 1848 gründete er in London ein neues Handelshaus, Matheson & Company. Es importierte Handelsgüter (z. B. Tee und Seide) von Jardine Matheson in Hongkong und Jardine Skinner in Indien nach Großbritannien.
1868 zog er sich ins Privatleben zurück und gab seinen Parlamentssitz auf. Er verstarb 1878 in Menton an der Côte d’Azur.
Sein Neffe Donald Matheson setzte sein von James Mathesen ererbtes Vermögen für die Abschaffung des Opiumhandels ein.

## Veröffentlichungen
- James Matheson : The Present position and prospects of the British trade with China : together with an outline of some leading occurrences in its past history London. 1836